# Sommerfeld (cràter)

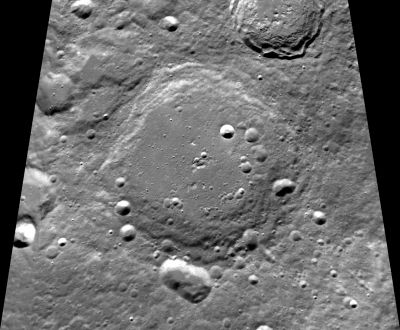
Fotografia de la missió Missió Clementine (1994)

Sommerfeld és un gran cràter d'impacte localitzat no gaire lluny del pol nord de la Lluna. Es troba en la cara oculta, per la qual cosa només es pot veure des de naus en òrbita. Al sud de Sommerfeld es troba Rowland, un cràter de grandària semblant, i al sud-est apareix l'enorme planicie emmurallada de Birkhoff.

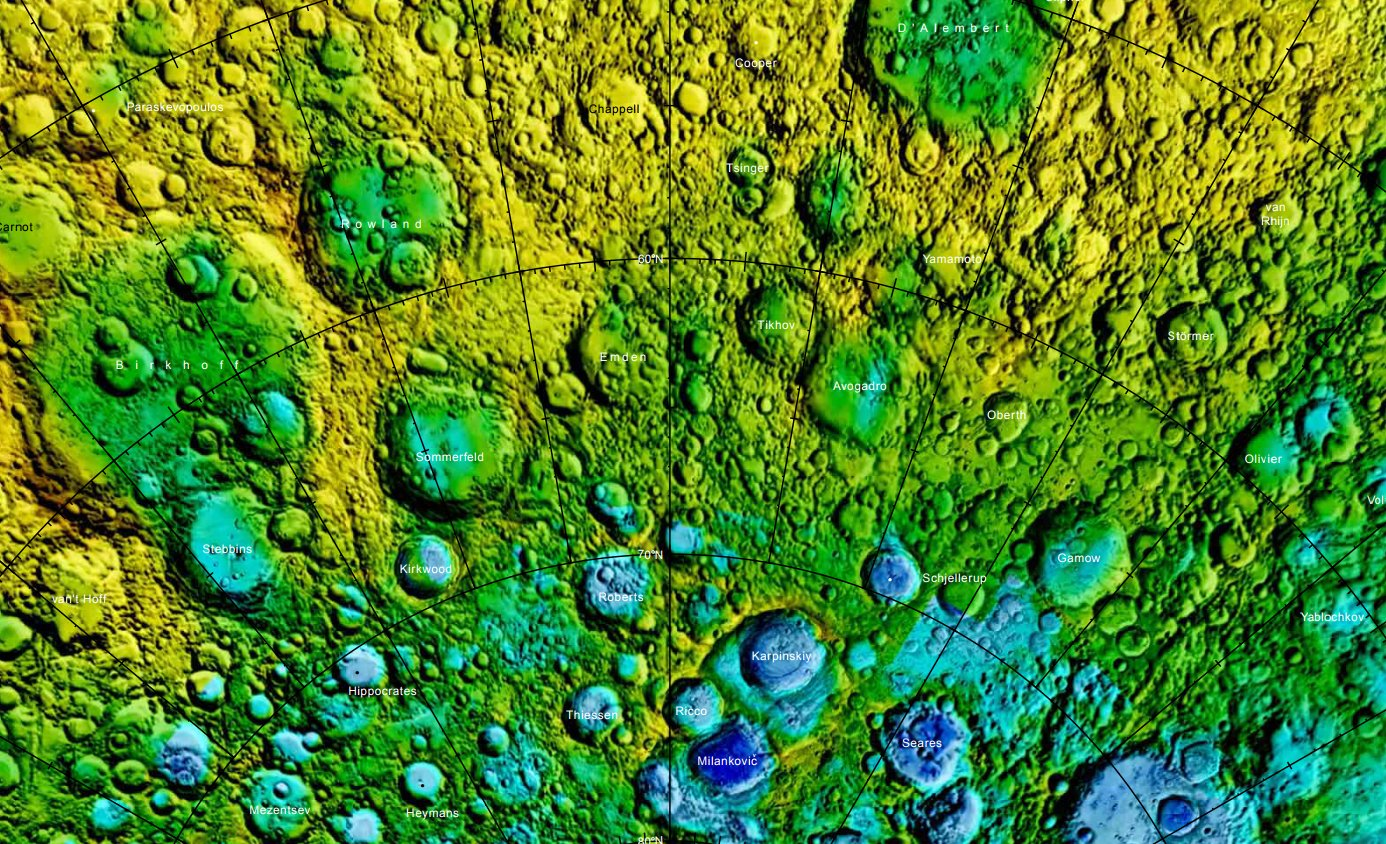
Localització de Sommerfeld (al centre de la imatge)

Pertany a la classe de cràters d'impacte denominats com a plana emmurallada, és a dir, consisteix en un interior relativament plànol envoltat per un anell muntanyenc. La seva vora exterior apareix moderadament erosionada, i conserva alguns rastres d'una estructura terraplenada, encara que suavitzada i arrodonida. Diversos petits cràters jeuen sobre el brocal de Sommerfeld, especialment en els sectors sud i sud-est de la paret interior. Una parella de petits cràters combinats està unida a la vora exterior del costat sud. La paret interior és lleugerament més ampla en el costat oriental, potser a causa dels dipòsits de materials ejectats per impactes propers.
El sòl interior de Sommerfeld és una superfície gairebé plana, que el més probable és que hagi estat suavitzada per successius dipòsits de materials. Es localitzen alguns petits cràters en el contorn oriental de la citada plataforma interior, que com a relleu més destacable posseeix solament un petit pujol situat sobre el seu punt central.

## Cràters satèl·lit

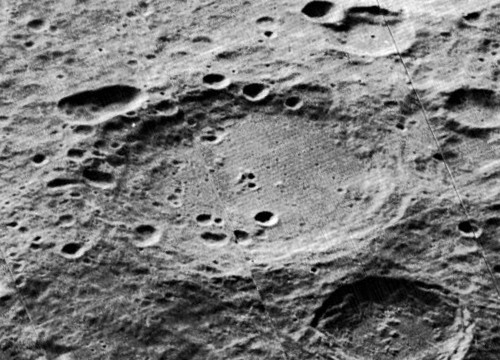
Vista obliqua des de la Lunar Orbiter 5

Per convenció aquests elements són identificats en els mapes lunars posant la lletra en el costat del punt mitjà del cràter que està més proper a Sommerfeld.
|            | \| Sommerfeld \| Coordenades \| Diàmetre \| \| ---------- \| -------------------------------------- \| -------- \| \| N \| 62° 18′ N, 162° 12′ O / 62.3°N,162.2°O \| 39 km \| \| V \| 66° 54′ N, 170° 18′ O / 66.9°N,170.3°O \| 32 km \| |          |
| Sommerfeld | Coordenades | Diàmetre |
| N          | 62° 18′ N, 162° 12′ O / 62.3°N,162.2°O | 39 km    |
| V          | 66° 54′ N, 170° 18′ O / 66.9°N,170.3°O | 32 km    |